# Anchinoe
Anchinoe (gr. Ἀγχινόη Anchinóē lub Ἀγχιρρόη Anchirrhóē, łac. Anchinoë lub Anchirrhoë) – w mitologii greckiej matka m.in. Danaosa i Ajgyptosa w związku z Belosem, córka boga rzeki Nil (Nejlosa).